# Dominique Bizimana
Dominique Bizimana (* 20. Juli 1976) ist ein ruandischer Sitzvolleyballspieler und Sportfunktionär.

## Leben und Karriere
In seiner Jugend spielte Bizimana Volleyball. Als 1994 der Völkermord in Ruanda an seiner Bevölkerungsminderheit der Tutsi begann, kämpfte er auf Seiten der Ruandischen Patriotischen Front. In einem Gefecht verlor er seinen linken Unterschenkel. Das Volleyballspielen nahm er drei Jahre später wieder auf und er studierte Sportmanagement an der University of Poitiers in Frankreich.
Im November 2001 gründete Bizimana das Nationale Paralympische Komitee Ruandas (NPC Rwanda). Möglich wurde dies insbesondere durch Finanzmittel der Rheinland-Pfalz, die seit 1982 eine Partnerschaft mit Ruanda führt. 2012 nahm Bizimana als Kapitän der Sitzvolleyballmannschaft an den Sommer-Paralympics in London teil. Es war die erste Teilnahme einer Mannschaft aus Ruanda. Für die Spiele konnte diese wegen fehlender Finanzierung und weiten Anreisen der Spieler maximal zwei Mal in der Woche trainieren. In ihr fanden sich neben Bizimana auch andere Kriegsversehrte von beiden Seiten des Völkermords. Das Team verlor in der Gruppenphase seine vier Spiele gegen Iran, Brasilien, China und Bosnien-Herzegowina.
Von 2005 bis März 2013 war Bizimana für zwei vierjährige Amtszeiten Vorsitzender des NPC Rwanda.

## Privates
Bizimana ist verheiratet und hat zwei Kinder. Er spricht Englisch, Französisch und Swahili.